# Jákup Pauli Gregoriussen
Jákup Pauli Gregoriussen (født 24. april 1932 i Tórshavn, død 2021) var en færøsk arkitekt, forfatter og grafiker
Jákup Pauli var søn af Liffa Gregoriussen og Magnus Gregoriussen. Han blev uddannet på Det Kongelige Danske Kunstakademi, København.
Han tegnede bl.a. Færøernes Kunstmuseum i 1970 og dets udvidelse som det nationale kunstmuseum 1993. Som grafiker tegnede han en lang række af de færøske frimærker for Postverk Føroya, og illustreret bøger med by og landsbymotiver fra Færøerne, Rusland, Polen, Rom og Egypten.
For sit firebindsværk om Færøernes kirker (1995-1999) fik han i 1998 Færøernes litteraturpris. Værket er illustreret og beskriver Færøernes kirkehistorie. Gregoriussen var også rådgiver i forbindelse med restaureringen af de færøske kirker.
I januar 2016 modtog han Færøernes Hæderspris fra Færøernes Kulturministerium.

## Bygninger
- 1979: Føroya Landsbókasavn, Tórshavn
- Radiohuset i Tórshavn
- Apoteket i Klaksvík
- Sparkassen i Tórshavn

## Færøske frimærker
- Gamle bondegårde, 9. februar 1987, graveret af Czesław Słania (serie á 4 mærker)
- Gamle huse i Norðragøta, 5. oktober 1992 (serie á 4 mærker)
- Suðuroy, 26. januar 2004 (10er blok)
- Julemærker, 20. september 2004, med kirkerne i Vágur og Tvøroyri

## Bøger
- Ferðatekningar. Tórshavn: Egið forlag, 1986 (50 s., rejsetegninger, eget forlag)
- Tórshavn, vár miðstøð og borg. Gøta: Aldan, 1989 (110 s., tegninger fra Tórshavn)
- Kirkjurnar í Føroyum på færøsk i fire bind
  - Gomlu trækirkjurnar. Velbastað: Forlagið í Støplum, 1995 ISBN 99918-914-0-4 (227 s. om de gamle trækirker) info Arkiveret 27. september 2007 hos  Wayback Machine
  - Yngru hválvkirkjurnar. Velbastað: Forlagið í Støplum, 1998. ISBN 99918-914-2-0 (316 sider.
  - Nýggjaru kirkjurnar. Velbastað: Forlagið í Støplum, 1999 ISBN 99918-914-3-9 (326 sider. *Tórshavn vár miðstøð og borg II: tekningar úr Havn. Velbastað: Forlagið í Støplum, 2000. ISBN 99918-914-4-7 (104 sider, tegninger fra Tórshavn, derunder 85 farvetegninger
- Um heimsins borgir. Velbastað: Forlagið í Støplum, 2002. ISBN 99918-914-5-5 (112 sider, "Verdens pragtbygninger")